# Christine Leunens
Christine Leunens (Hartford, 29 dicembre 1964) è una scrittrice neozelandese e belga.

## Biografia
Nata a Hartford, Connecticut, nel 1964 da madre italiana e padre belga, vive in Nuova Zelanda.
Trasferitasi a Parigi da adolescente, ha conseguito un Master in inglese e lingua e letteratura americana all'Università di Harvard e nel 1996 un premio per la migliore sceneggiatura al Centre national du cinéma et de l'image animée.
Dopo aver lavorato come modella per le principali case di moda, nel 1999 ha esordito nella narrativa con il romanzo grottesco Uomini da mangiare, ben accolto dalla critica e tradotto in varie lingue con più di 40 000 copie vendute.
Nel 2004 ha dato alle stampe Il cielo in gabbia (Caging Skies), storia di un ragazzo di nome Johannes membro della gioventù hitleriana e del suo amico immaginario Hitler che scopre che i suoi genitori nascondono una ragazza ebrea nella loro casa. Tradotto due volte in italiano e finalista al Prix Médicis étranger, è stato trasposto in pellicola cinematografica undici anni dopo per la regia di Taika Waititi.

## Opere

### Romanzi
- Uomini da mangiare (Primordial Soup, 1999), Padova, Meridiano Zero, 2003 traduzione di Maurizia Balmelli ISBN 88-8237-061-5.
- Caging Skies (2004)
  - Come semi d'autunno, Padova, Meridiano Zero, 2006 traduzione di Maurizia Balmelli ISBN 88-8237-109-3.
  - Il cielo in gabbia, Milano, Società Editrice Milanese, 2019 traduzione di Maurizia Balmelli ISBN 978-88-93901-56-7.
- Il bacio inspiegabile del sole (A Can of Sunshine), Bologna, Meridiano Zero, 2013 traduzione di Delia Belleri ISBN 978-88-8237-272-9.

## Adattamenti cinematografici
- Jojo Rabbit, regia di Taika Waititi (2019)

## Premi e riconoscimenti
- Prix Médicis étranger: 2007 finalista con Il cielo in gabbia
- Prix du roman Fnac: 2008 finalista con Il cielo in gabbia
- San Diego Film Critics Society Awards 2019: finalista come migliore sceneggiatura non originale per Jojo Rabbit